# مير محبوب علي خان

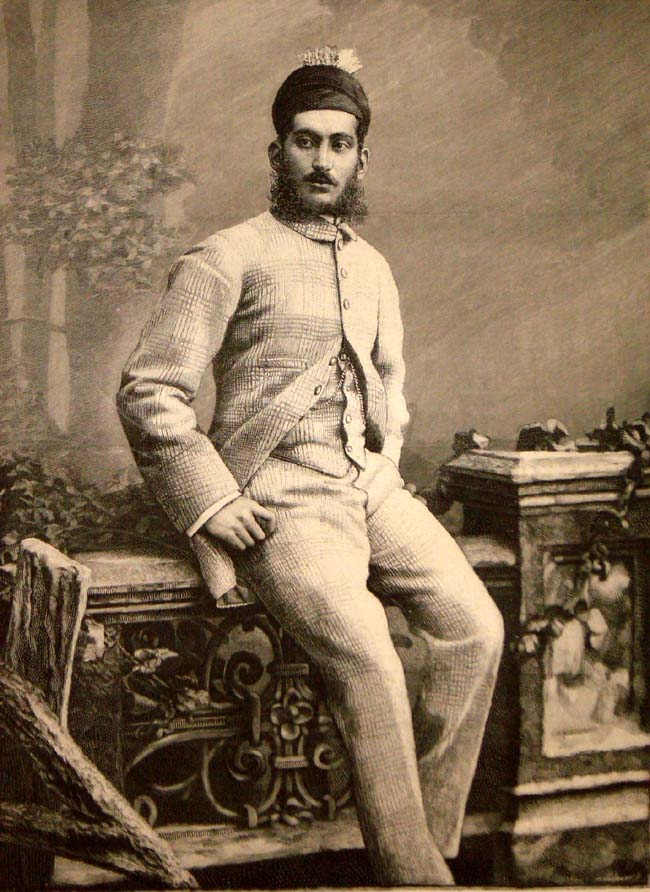
Asaf Jah VI

آصف جاه  السادس مير محبوب علي خان صديقي باي افندي (18 أغسطس 1866 – 29 أغسطس 1911) 

## بداية حياته
ولد في «بوراني هافيلي» في ولاية حيدر أباد.كان الابن الوحيد أفضل الدولہ، آصف جاہ بنجم|لأفضل الدولہ، آصف جاہ بنجم.

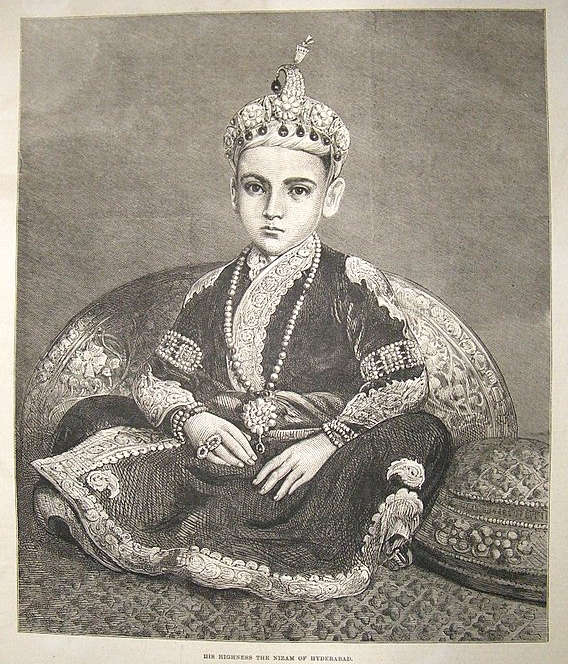
Mahbub Ali Khan as a child

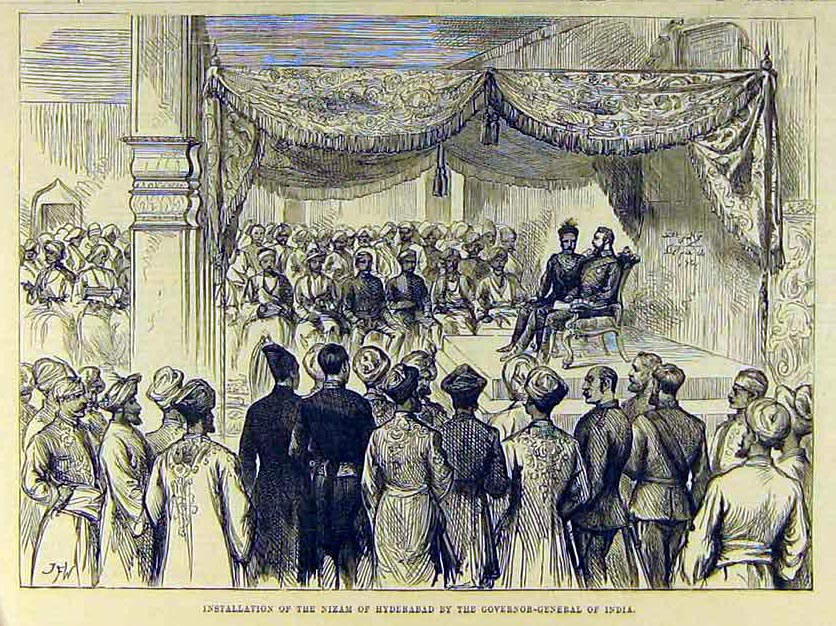
Installation of the Nizam of Hyderabad by the Governor-General of India

## صفات شخصية
كان يتحدث هذه اللغات الأردو، لغة فارسية، التلغو بطلاقة. وقد كتب قصائد بالتلغو والأردو، بعض هذه القصائد كتبت على حوائط بحيرة حسين ساغار

### كراماته
كان لديه قوة الشفاء الروحي ضد لدغة الأفعى. أي شخص من العوام لديه لدغة ثعبان يمكنه مقابلة السلطان مباشرة. لذلك كان يقطع نومه كثيرا أثناء الليل لمعالجة الأشخاص الذين أصيبوا بلدغات الثعابين.

### إهتمامه بشأن رعيته
كان يخرج كثيرا مرتديا ملابس لا يستطيع أحد التعرف عليه ليتعرف كيف تسير حياة الناس 

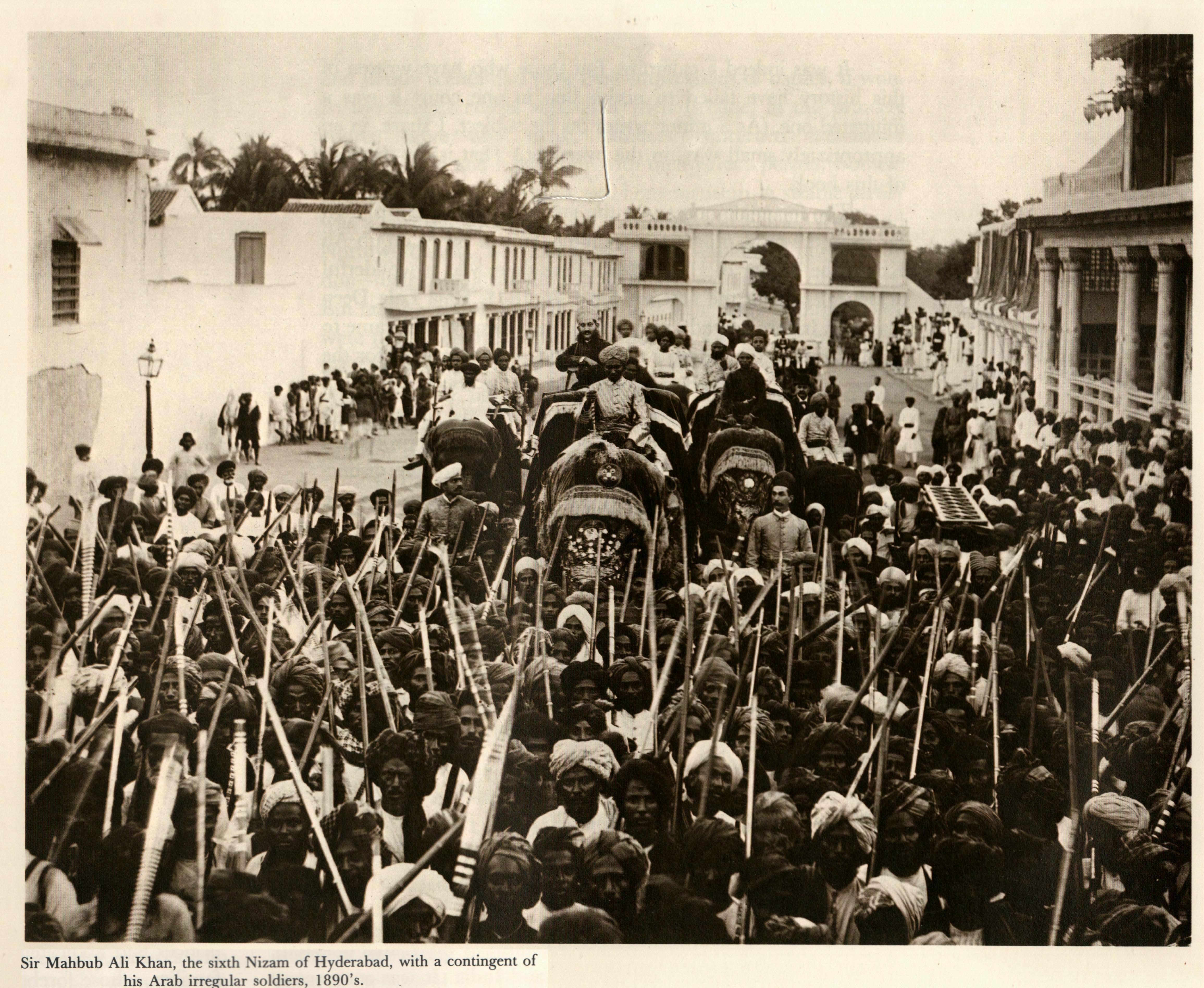
The Nizam riding an elephant in a procession from Moula Ali, circa. 1895

## وفاته
توفي في 29 أغسطس 1911 عن عمر يناهز 45 عاما. وقد دفن بجانب أسلافه في مسجد مكة في حيدر أباد.

## روابط خارجية
- THE VOYAGE OF HYDERABAD PART 11 ,CREATED BY S.M MURTAZA ABBAS,JEWELS OF NIZAM (Youtube)
- VOYAGE OF HYDERABAD PART 12 MAHBOOB ALI KHAN ,THE VI ,NIZAM A SIASAT PRESENTATION